# Final Fantasy II
Final Fantasy II (ファイナルファンタジーII, Fainaru Fantajī Tsū) é um jogo eletrônico de RPG desenvolvido e publicado pela Square originalmente apenas no Japão em 1988 para o Nintendo Entertainment System, sendo o segundo título da franquia Final Fantasy. Posteriormente o jogo recebeu recriações para o WonderSwan Color, GameBoy Advance, PlayStation, PlayStation Portable e celulares. Já que II e sua sequência Final Fantasy III nunca chegaram a ser lançados fora do Japão, quando Final Fantasy IV estrou na América do Norte ele foi originalmente chamado de Final Fantasy II para não confundir os jogadores. As versões mais recentes dos jogos são versões melhoradas para iOS e Android.
A história segue quatro jovens cujos pais foram mortos durante uma invasão militar realizada pelo império de Palamecia, que deseja conquistar todo o mundo. Três dos quatro personagens principais se juntam à rebelião contra o império, embarcando em missões para ganhar novas magias e armas, destruir super-armas e resgatar os líderes da resistência. A versão para GameBoy Advance inclui uma história bônus após o jogo principal ser completado.
Final Fantasy II apresentou muitos elementos que se tornariam padrões na série Final Fantasy, como chocobos e o personagem recorrente de Cid. Ele também eliminou o tradicional sistema de nivelamento por pontos de experiência visto do primeiro e nos posteriores jogos da franquia, colocando no lugar um sistema de progressão baseado em atividades em que as estatísticas dos personagens aumentam de acordo com como eles a utilizam. Apesar de ser uma sequência de Final Fantasy, o jogo não traz de volta nenhum personagem ou lugares do anterior. II recebeu pouca atenção no ocidente, porém suas recriações ganharam críticas positivas.

## Início
O inesperado sucesso do primeiro Final Fantasy fez com que o segundo chegasse as lojas japonesas um ano depois. Como Final Fantasy não teve a intenção de ser um sucesso, a história anterior não permitia uma sequência. Por isso a Square tomou a liberdade de trazer alguns aspectos do primeiro jogo e mudar de direção.
Final Fantasy II foi lançado no Japão no dia 17 de dezembro de 1988. Sakaguchi, Amano e Uematsu estavam de volta assim como boa parte da equipe de desenvolvimento do primeiro jogo.

## Enredo
Os tempos de paz estão próximos do fim. O Imperador de Palamecia chamou seres do submundo e começou sua campanha pela conquista mundial. É formada uma força rebelde que se estabelece no castelo do reino de Fynn. No entanto o castelo é tomado pelas forças do império, forçando os rebeldes a fugirem para a remota cidade de Altair. Em meio a conquista de Fynn e da fuga da capital quatro jovens que perderam tudo o que conheciam para o Império se vêem de frente com seus destinos.
Se unem aos rebeldes e começam uma longa batalha para se vingar e retomar sua cidade. Mas o que eles não sabem é que existem muitos mais perigos do que possam imaginar.

## Sistema

Uma batalha em Final Fantasy II: a divisão da tela de batalha de Final Fantasy foi abolida. Nesse jogo, as infomações sobre danos sofridos ou causados aos inimigos ainda são mostradas na parte inferior da tela, o que foi abolido em Final Fantasy III

Ao contrário do primeiro não havia como subir a classes melhores, elas estavam enraizadas nos personagens. Eles também não subiam de nível como antes. Eram os atributos individuais de cada personagem que evoluíam, eram o HP, MP, poder de magia, resistência, força, espírito, agilidade, inteligência e evasão. Estes atributos ficavam maiores quanto mais usados fossem e o mesmo acontecia com as armas e magias. Focar-se na habilidade mágica de um personagem causava o efeito inverso na habilidade oposta, forçando o jogador a escolher uma ou outra. Este sistema foi criado baseado nas leis de causa e efeito tornando o jogo mais realista, dando ao jogador mais controle sobre que tipo de arma, magia ele quer aumentar o poder. Só que muitos trapaceavam a máquina e evoluíam mais rápido, pois se podia realizar uma ação e em seguida cancelá-la, mesmo assim essa ação desfeita era computada no progresso da habilidade. Jogadores atenciosos podiam evoluir quase indefinidamente em apenas uma batalha atacando uns aos outros ou reentrando vários comandos.
A divisão na tela de batalha foi abolida para criar uma janela maior, com as informações agora na parte inferior. Nesta se mostrava o HP atual e o máximo, que podia subir para além de três dígitos.
FFII também tinha um novo estilo de aventura e progressão do enredo, que envolvia palavras-chaves ditas em diálogos e que deveriam ser mencionadas depois. Agora era necessário um monte de investigações, este tipo de roteiro levou a uma maior interatividade levando os jogadores a mergulhar de vez no universo do jogo.
FFII foi o primeiro em que se podia lutar com menos de quatro pessoas no grupo e também a ter personagens entrando e saindo no decorrer da história, como o White Wizard Minwu, o passivo general Gordon, o pai de família Josef, a pirata rebelde Leila e o montador de wyverns Ricard, o último Dragoon.

## Exploração
Barcos e aeronaves primeiro tinham destinos predeterminados, até você poder controlá-los livremente, não havia mais a necessidade de ancorar o barco só em portos, mas também em terra firme. A sua frota em FFII também incluía um snowmobile para atravessar uma épica massa de gelo. Se tivesse sorte, o jogador poderia encontrar um estábulo escondido nas florestas, que abrigava uma figura conhecida de Final Fantasy: o Chocobo. Foi FFII que apresentou ao mundo estes bicudos companheiros que lhe ajudavam a cruzar o continente mais rápido e sem inimigos.
E você também não podia entrar na aeronave do FF2 sem encontrar primeiro Cid, que sempre apareceria na franquia como um cientista, ora engenheiro, ora aventureiro.

## Repercussão

Uma cena de batalha da versão do jogo para PSP. O jogo original para NES nunca fui lançado oficialmente fora do Japão. A primeira versão do jogo em língua inglesa foi lançada na compilação Final Fantasy Origins. Desde então, o jogo foi também lançado para GBA, PSP e outras plataformas em língua inglesa

A história de Final Fantasy II era muito envolvente, os personagens já começavam com relacionamentos pré-estabelecidos e vários heróis morriam ou sumiam sacrificando-se pelo bem maior. O enredo estranhamente se assemelhava ao de Star Wars Episódio IV pois mostrava jovens heróis juntando-se à Rebelião. O Império impunha sua vontade usando uma aeronave de metal gigante com a princesa destronada dentro dele.
O jogo quase chegou aos EUA em 1990, com o subtítulo "Dark Shadow Over Palakia" mas foi cancelado por falta de tempo e pelo nascimento do Super Nintendo. O Ocidente teve que esperar 13 anos para jogar FF2 quando foi portado junto com seu predecessor para consoles, portáteis e celulares ao redor do mundo.
Final Fantasy 2 foi a primeira sequência na indústria de jogos a não ter nenhum personagem ou local do jogo que o antecedeu. Transformou a inesperada série de rpgs numa muito lucrativa franquia e deixou o Japão esperando 1 ano e 4 meses pela próxima sequência.
O jogo foi inicialmente feito para o NES, como o 1º jogo, esse recentemente  foi relançado para o portátil Wonder Swan com várias inovações, novos gráficos, efeitos sonoros, etc. Com base nesse remake a square lançou em 2003 um remake do FF1 e FF2 chamado Final Fantasy Origins, e acrescentou CGs aos remakes de FF1 e FF2, essa é a primeira vez que FF2 aparece na América, pois até então esse não era o Final Fantasy II que surgiu na América do Norte, este é o Final Fantasy II do Japão. Este jogo nunca tinha sido lançado na América do Norte. A próxima versão Norte-Americana que surgiu foi chamada de Final Fantasy II, mas era na verdade a versão Final Fantasy IV, que havia sido lançada no Japão. Este Final Fantasy era muito recente para vir para a América do Norte. Segundo o diretor do jogo, Hiromichi Tanaka, boa parte do jogo havia sido traduzida para o inglês e só não foi lançado nos EUA, na época por desentendimentos com o braço americano da empresa. Isso acabaria influenciando também o terceiro jogo da série e o quinto também. Os gráficos são os mesmos do Wonder Swan, que lembram bastante os gráficos do Snes (parecido com FF5) só que para o PSX foram acrescentados CGs, e o som é de melhor qualidade, principalmente as músicas estão muito boas. Em 2004 a Square-Enix lançou esse jogo junto com FF1 para o GBA com o nome de Final Fantasy I & II: Dawn of Souls , que é igual a versão de Wonder Swan.
Também é possível ver referências ao jogo em títulos sequenciais da série. Como exemplo, a trama em Final Fantasy IX onde a rainha Brahne começa uma guerra em busca do domínio mundial. Uma das diferenças, no entanto é que ao invés de chamar monstros do submundo como guerreiro aliados ela usa de forças mágicas chamadas Eidolons (summons). Em  Final Fantasy XII por sua vez vemos a história de FF II mais elaborada. O Império que decide expandir os horizontes e subjugar outros reinos. Sem esquecer da poderosa arma de guerra Bahamut que ataca a cidade de Rabanastre que pode ser facilmente relacionada ao Cyclone que o imperador de Palamecia usa para devastar as cidades.
Final Fantasy II é com certeza um dos alicerces das sequencias que surgiram no decorrer dos anos. Um dos RPGs mais trabalhados e elaborados da era do NES que agora como já dito pode ser vivenciado em inúmeros consoles.